# Princípio antrópico
O princípio antrópico, também conhecido como "efeito de seleção de observação", é a hipótese, proposta pela primeira vez  em 1957 por Robert Dicke, de que a gama de possíveis observações que poderíamos fazer sobre o universo é limitada pelo fato de que as observações só poderiam acontecer em um universo capaz de desenvolver vida inteligente em primeiro lugar. Os proponentes do princípio antrópico argumentam que ele explica por que este universo tem a idade e as constantes físicas fundamentais necessárias para acomodar a vida consciente, pois se qualquer um deles fosse diferente, não estaríamos por perto para fazer observações. O raciocínio antrópico é frequentemente usado para lidar com a noção de que o universo parece estar bem ajustado para a existência da vida.
Existem muitas formulações diferentes do princípio antrópico. O filósofo  Nick Bostrom os conta em trinta, mas os princípios subjacentes podem ser divididos em formas "fracas" e "fortes", dependendo dos tipos de afirmações cosmológicas que envolvem. O princípio antrópico fraco (P.A.Fr.), conforme definido por Brandon Carter, afirma que o ajuste fino ostensivo do universo é o resultado do  viés de seleção (especificamente, o viés de sobrevivência). A maioria desses argumentos baseia-se em alguma noção do multiverso para que haja uma população estatística de universos para selecionar. No entanto, um único universo vasto é suficiente para a maioria das formas do princípio antrópico fraco (P.A.Fr.) que não lidam especificamente com o ajuste fino. Carter distinguiu o princípio antrópico fraco (P.A.Fr.) do princípio antrópico forte (P.A.Fo.), que considera o universo em certo sentido compelido a eventualmente ter vida consciente e sapiente emergindo dentro dele. Uma forma deste último conhecido como princípio antrópico participativo, articulado por John Archibald Wheeler, sugere com base na mecânica quântica que o universo, como condição de sua existência, deve ser observado, implicando assim um ou mais observadores. Mais forte ainda é o princípio antrópico final, proposto por John D. Barrow e Frank Tipler, que vê a estrutura do universo como expressável por bits de informação de tal forma que o processamento da informação [en] é inevitável e eterno.

## Definição e base
O princípio foi formulado como uma resposta a uma série de observações de que as leis da natureza e os parâmetros do universo assumem valores consistentes com as condições da vida como a conhecemos, em vez de um conjunto de valores que não seriam consistentes com a vida na Terra. O princípio antrópico afirma que isso é uma necessidade, porque se a vida fosse impossível, nenhuma entidade viva estaria lá para observá-la e, portanto, não seria conhecida. Ou seja, deve ser possível observar algum universo e, portanto, as leis e constantes de qualquer desses universos devem acomodar essa possibilidade.
O termo antrópico em "princípio antrópico" tem sido argumentado como sendo um nome impróprio [en]. Ao destacar nosso tipo de vida baseada no carbono, nenhum dos fenômenos afinados requer vida humana ou algum tipo de chauvinismo do carbono [en]. Qualquer forma de vida ou qualquer forma de átomo pesado, pedra, estrela, ou galáxia serviria; nada especificamente humano ou antrópico está envolvido.
O princípio antrópico deu origem a alguma confusão e controvérsia, em parte porque a frase foi aplicada a várias ideias distintas. Todas as versões do princípio foram acusadas de desencorajar a busca por uma compreensão física mais profunda do universo. O princípio antrópico é frequentemente criticado por falta de falsificabilidade e, portanto, seus críticos podem apontar que o princípio antrópico é um conceito não científico, embora o princípio antrópico fraco, "as condições que são observadas no universo devem permitir que o observador exista", é "fácil" de apoiar em matemática e filosofia (ou seja, é uma tautologia ou  truísmo).No entanto, construir um argumento substantivo com base em um fundamento tautológico é problemático. Variantes mais fortes do princípio antrópico não são tautologias e, portanto, fazem afirmações consideradas controversas por alguns e que dependem de verificação empírica.

## "Coincidências" antrópicas
Em 1961, Robert Dicke observou que a idade do universo, vista por observadores vivos, não pode ser aleatória. Em vez disso, os fatores biológicos restringem o universo a estar mais ou menos em uma "era de ouro", nem muito jovem nem muito velho. Se o universo tivesse um décimo da idade atual, não haveria tempo suficiente para construir níveis apreciáveis de metalicidade (níveis de elementos além de hidrogênio e hélio), especialmente carbono, por nucleossíntese. Pequenos planetas rochosos ainda não existiriam. Se o universo fosse 10 vezes mais velho do que realmente é, a maioria das estrelas seria velha demais para permanecer na sequência principal e teria se transformado em anãs brancas, além das anãs vermelhas mais tênues, e os sistemas planetários estáveis já teriam chegado ao fim . Assim, Dicke explicou a coincidência entre grandes números adimensionais construídos a partir das constantes da física e a idade do universo, uma coincidência que inspirou a teoria do G variável de Dirac [en].
Dicke mais tarde raciocinou que a densidade da matéria no universo deve ser quase exatamente a densidade crítica necessária para evitar o grande colapso (o argumento das "coincidências de Dicke"). As medições mais recentes podem sugerir que a densidade observada da matéria bariônica e algumas previsões teóricas da quantidade de matéria escura representam cerca de 30% dessa densidade crítica, com o restante contribuído por uma constante cosmológica. Steven Weinberg deu uma explicação antrópica para este fato: ele observou que a constante cosmológica tem um valor notavelmente baixo, cerca de 120 ordens de magnitude menor do que o valor que a física de partículas prevê (isso foi descrito como a "pior previsão da física" ).  No entanto, se a constante cosmológica fosse apenas várias ordens de magnitude maior do que seu valor observado, o universo sofreria uma inflação catastrófica, que impediria a formação de estrelas e, portanto, a vida.
Os valores observados das constantes físicas adimensionais (como a constante de estrutura fina) que regem as quatro interações fundamentais são equilibrados como se fossem ajustados para permitir a formação de matéria comumente encontrada e subsequentemente o surgimento da vida. Um ligeiro aumento na interação forte ligaria o dineutron [en] e o dipróton e converteria todo o hidrogênio no início do universo em hélio; da mesma forma, um aumento na interação fraca também converteria todo o hidrogênio em hélio. A água, assim como as estrelas estáveis com vida suficientemente longa, ambas essenciais para o surgimento da vida como a conhecemos, não existiriam. De maneira mais geral, pequenas mudanças nas forças relativas das quatro interações fundamentais podem afetar muito a idade, a estrutura e a capacidade de vida do universo.

## Origem
A frase "princípio antrópico" apareceu pela primeira vez na contribuição de Brandon Carter para um simpósio na Cracóvia, em 1973, em homenagem ao 500º aniversário de Copérnico. Carter, um astrofísico teórico, articulou o Princípio antrópico em reação ao Princípio de Copérnico, que afirma que os humanos não ocupam uma posição privilegiada no Universo. Carter disse: "Embora nossa situação não seja necessariamente central, ela é inevitavelmente privilegiada até certo ponto". Especificamente, Carter discordou do uso do Princípio de Copérnico para justificar o Princípio cosmológico perfeito [en], que afirma que todas as grandes regiões e tempos no universo devem ser estatisticamente idênticos. O último princípio sustentava a teoria do estado estacionário, que havia sido recentemente refutada pela descoberta em 1965 da radiação cósmica de fundo em micro-ondas. Esta descoberta foi uma evidência inequívoca de que o universo mudou radicalmente ao longo do tempo (por exemplo, através do Big Bang).
Carter definiu duas formas do princípio antrópico, uma "fraca" que se referia apenas à seleção antrópica de locais privilegiados do espaço-tempo no universo, e uma forma "forte" mais controversa que abordava os valores das constantes fundamentais da física.
Roger Penrose explicou a forma fraca da seguinte forma:
O argumento pode ser usado para explicar por que as condições são perfeitas para a existência de vida (inteligente) na Terra no momento. Pois se elas não estivessem certos, então não estaríamos aqui agora, mas em outro lugar, em algum outro momento apropriado. Esse princípio foi usado de forma muito eficaz por Brandon Carter e Robert Dicke para resolver uma questão que intrigou os físicos por muitos anos. A questão envolvia várias relações numéricas impressionantes que se observa entre as constantes físicas (a constante gravitacional, a massa do próton, a idade do universo, etc.). Um aspecto intrigante disso é que algumas das relações se mantêm apenas na época atual da história da Terra, então parecemos, coincidentemente, estar vivendo em uma época muito especial (mais ou menos alguns milhões de anos!). Isso foi explicado mais tarde, por Carter e Dicke, pelo fato de que essa época coincidiu com o tempo de vida das chamadas estrelas da sequência principal, como o Sol. Em qualquer outra época, dizia o argumento, não haveria vida inteligente por perto para medir as constantes físicas em questão - então a coincidência tinha que se manter, simplesmente porque haveria vida inteligente por aí apenas no momento específico em que a coincidência se verificasse!— The Emperor's new mind, capítulo 10
Uma das razões pelas quais isso é plausível é que existem muitos outros lugares e épocas em que podemos nos imaginar nos encontrando. Mas ao aplicar o princípio forte, temos apenas um universo, com um conjunto de parâmetros fundamentais, então qual é exatamente o ponto que está sendo defendido? Carter oferece duas possibilidades: primeiro, podemos usar nossa própria existência para fazer "previsões" sobre os parâmetros. Mas, em segundo lugar, "como último recurso", podemos converter essas previsões em explicações assumindo que existe mais de um universo, na verdade uma coleção grande e possivelmente infinita de universos, algo que agora é chamado de multiverso ("conjunto de mundos" era o termo de Carter), em que os parâmetros (e talvez as leis da física) variam entre os universos. O princípio forte torna-se então um exemplo de efeito de seleção [en], exatamente análogo ao princípio fraco. Postular um multiverso é certamente um passo radical, mas tomá-lo poderia fornecer pelo menos uma resposta parcial a uma questão aparentemente fora do alcance da ciência normal: "Por que as leis fundamentais da física assumem a forma particular que observamos e não outra?"
Desde o artigo de Carter em 1973, o termo princípio antrópico foi estendido para abranger uma série de ideias que diferem de maneira importante das dele. Uma confusão particular foi causada pelo livro, de 1986, The anthropic cosmological principle, de John D. Barrow e Frank Tipler, que distinguia entre um princípio antrópico "fraco" e "forte" de uma forma muito diferente da de Carter, conforme discutido na próxima seção.
Carter não foi o primeiro a invocar alguma forma do princípio antrópico. Na verdade, o biólogo evolutivo Alfred Russel Wallace antecipou o princípio antrópico já em 1904: "Um universo tão vasto e complexo como o que sabemos que existe ao nosso redor pode ter sido absolutamente necessário [...] a fim de produzir um mundo que deve ser precisamente adaptado em todos os detalhes para o desenvolvimento ordenado da vida culminando no homem." Em 1957, Robert Dicke escreveu: "A idade do Universo "agora" não é aleatória, mas condicionada por fatores biológicos [...] [mudanças nos valores das constantes fundamentais da física] impediria a existência do homem para considerar o problema."
Ludwig Boltzmann pode ter sido um dos primeiros na ciência moderna a usar o raciocínio antrópico. Antes do conhecimento dos conceitos termodinâmicos do Big Bang, Boltzmann pintou uma imagem de um universo que tinha entropia inexplicavelmente baixa. Boltzmann sugeriu várias explicações, uma das quais se baseava em flutuações que poderiam produzir bolsões de baixa entropia ou universos de Boltzmann. Embora a maior parte do universo não tenha características neste modelo, para Boltzmann, não é notável que a humanidade habite um universo de Boltzmann, já que esse é o único lugar onde a vida inteligente poderia estar.

## Variantes
Princípio antrópico fraco (P.A.Fr.) (Carter): "... nossa localização no universo é necessariamente privilegiada a ponto de ser compatível com nossa existência como observadores." Observe que, para Carter, "localização" se refere à nossa localização no tempo como no espaço.
Princípio antrópico forte (P.A.Fo.) (Carter): "[O] universo (e, portanto, os parâmetros fundamentais dos quais depende) deve ser tal que admita a criação de observadores dentro dele em algum estágio. Parafraseando Descartes, cogito ergo mundus talis est."
A tag latina ("penso, logo o mundo é tal [como é]") deixa claro que "deve" indicar uma dedução do fato de nossa existência; a afirmação é, portanto, um  truísmo.
Em seu livro de 1986, The anthropic cosmological principle, John Barrow e Frank Tipler partem de Carter e definem o princípio antrópico fraco (P.A.Fr.) e o princípio antrópico forte (P.A.Fo.) da seguinte forma:
Princípio antrópico fraco (P.A.Fr.) (Barrow e Tipler): "Os valores observados de todas as quantidades físicas e cosmológicas não são igualmente prováveis, mas assumem valores restritos pela exigência de que existam locais onde a vida baseada em carbono pode evoluir e pelos requisitos que o universo tenha idade suficiente para já ter feito isso."

Diferentemente de Carter, eles restringem o princípio à vida baseada em carbono, em vez de apenas "observadores". Uma diferença mais importante é que eles aplicam o princípio antrópico fraco (P.A.Fr.) às constantes físicas fundamentais, como a constante de estrutura fina, o número de dimensões do espaço-tempo e a constante cosmológica — tópicos que se enquadram no Princípio antrópico forte (P.A.Fo.) de Carter.
Princípio antrópico forte (P.A.Fo.) (Barrow e Tipler): "O Universo deve ter aquelas propriedades que permitem que a vida se desenvolva dentro dele em algum estágio de sua história."
 Isso se parece muito com o princípio antrópico forte (P.A.Fo.) de Carter, mas diferentemente do princípio antrópico forte (P.A.Fo.) de Carter, o "deve" é um imperativo, como mostrado pelas três possíveis elaborações do princípio antrópico forte (P.A.Fo.), cada uma proposta por Barrow e Tipler:
- "Existe um Universo possível "projetado" com o objetivo de gerar e sustentar "observadores'""

Isso pode ser visto simplesmente como o clássico argumento do design reapresentado na vestimenta da cosmologia contemporânea. Isso implica que o propósito do universo é dar origem à vida inteligente, com as leis da natureza e suas constantes físicas fundamentais definidas para garantir que a vida como a conhecemos surja e evolua.
- "Os observadores são necessários para trazer o Universo à existência."

Barrow e Tipler acreditam que esta é uma conclusão válida da mecânica quântica, como sugeriu John Archibald Wheeler, especialmente por meio de sua ideia de que a informação é a realidade fundamental e seu princípio antrópico participativo (P.A.P.), que é uma interpretação da mecânica quântica associada às ideias de Eugene Wigner.
- "Um conjunto de outros universos diferentes é necessário para a existência do nosso Universo."

Em contraste, Carter apenas diz que um conjunto de universos é necessário para que o princípio antrópico forte (P.A.Fo.) conte como uma explicação.
Os filósofos  John Leslie e  Nick Bostrom rejeitam o princípio antrópico forte (P.A.Fo.) de Barrow e Tipler como uma leitura fundamental errada de Carter. Para Bostrom, o princípio antrópico de Carter apenas nos adverte para levar em consideração o viés antrópico - isto é, o viés criado pelos efeitos de seleção [en] antrópica (que Bostrom chama de efeitos de seleção de "observação") - a necessidade de observadores existirem para obter um resultado. Ele escreve:

Muitos "princípios antrópicos" são simplesmente confusos. Alguns, especialmente aqueles inspirados nos artigos seminais de Brandon Carter, são sólidos, mas... são muito fracos para fazer qualquer trabalho científico real. Em particular, argumento que a metodologia existente não permite que nenhuma consequência observacional seja derivada de teorias cosmológicas contemporâneas, embora essas teorias possam ser e estejam sendo testadas empiricamente por astrônomos. O que é necessário para preencher essa lacuna metodológica é uma formulação mais adequada de como os efeitos de seleção [en] de observação devem ser levados em consideração.— Viés antrópico, introdução
Suposição de auto-amostragem forte (S.A.A.F.) [en] (Bostrom): "Cada momento do observador deve raciocinar como se fosse selecionado aleatoriamente da classe de todos os momentos do observador em sua classe de referência."
Analisar a experiência de um observador em uma sequência de "momentos de observação" ajuda a evitar certos paradoxos; mas a principal ambiguidade é a seleção da "classe de referência" apropriada: para o princípio antrópico fraco (P.A.Fr.) de Carter, isso pode corresponder a todos os momentos reais ou potenciais do observador em nosso universo; para o princípio antrópico forte (P.A.Fo.), para todos no multiverso. O desenvolvimento matemático de Bostrom mostra que escolher uma classe de referência muito ampla ou muito estreita leva a resultados contra-intuitivos, mas ele não é capaz de prescrever uma escolha ideal.
De acordo com Jürgen Schmidhuber [en], o princípio antrópico essencialmente diz apenas que a probabilidade condicional de se encontrar em um universo compatível com sua existência é sempre 1. Ele não permite quaisquer previsões não triviais adicionais, como "a gravidade não mudará amanhã". Para obter mais poder preditivo, são necessárias suposições adicionais sobre a distribuição anterior de universos alternativos.
O dramaturgo e romancista Michael Frayn [en] descreve uma forma do princípio antrópico forte em seu livro de 2006, The human touch, que explora o que ele caracteriza como "a estranheza central do Universo":
É este simples paradoxo. O Universo é muito antigo e muito grande. A humanidade, em comparação, é apenas uma pequena perturbação em um pequeno canto dela – e muito recente. No entanto, o Universo só é muito grande e muito antigo porque estamos aqui para dizer que é... E, claro, todos sabemos perfeitamente que é o que é, quer estejamos aqui ou não.

## Caráter do raciocínio antrópico
Carter optou por se concentrar em um aspecto tautológico de suas ideias, o que resultou em muita confusão. De fato, o raciocínio antrópico interessa aos cientistas por causa de algo que está apenas implícito nas definições formais acima, ou seja, que devemos considerar seriamente a existência de outros universos com valores diferentes dos "parâmetros fundamentais" - ou seja, as constantes físicas adimensionais e condições iniciais para o Big Bang. Carter e outros argumentaram que a vida como a conhecemos não seria possível na maioria desses universos. Em outras palavras, o universo em que estamos é ajustado para permitir a vida. Collins e Hawking (1973) caracterizaram a então grande ideia inédita de Carter como o postulado de que "não existe um universo, mas todo um conjunto infinito de universos com todas as condições iniciais possíveis". Se isso for concedido, o princípio antrópico fornece uma explicação plausível para o ajuste fino de nosso universo: o universo "típico" não é ajustado com precisão, mas com universos suficientes, uma pequena fração será capaz de sustentar vida inteligente. O nosso deve ser um desses e, portanto, o ajuste fino observado não deve ser motivo de admiração.
Embora os filósofos tenham discutido conceitos relacionados por séculos, no início dos anos 1970 a única teoria física genuína que produzia uma espécie de multiverso era a interpretação de muitos mundos da mecânica quântica. Isso permitiria variação nas condições iniciais, mas não nas constantes verdadeiramente fundamentais. Desde então, vários mecanismos para produzir um multiverso foram sugeridos: veja a revisão de Max Tegmark. Um desenvolvimento importante na década de 1980 foi a combinação da teoria da inflação com a hipótese de que alguns parâmetros são determinados pela  quebra de simetria no início do universo, o que permite que parâmetros anteriormente considerados como "constantes fundamentais" variem em distâncias muito grandes, corroendo assim a distinção entre os princípios fortes e fracos de Carter. No início do século XXI, o panorama da teoria das cordas [en] surgiu como um mecanismo para variar essencialmente todas as constantes, incluindo o número de dimensões espaciais.
A ideia antrópica de que os parâmetros fundamentais são selecionados de uma infinidade de possibilidades diferentes (cada uma real em um universo ou outro) contrasta com a esperança tradicional dos físicos por uma teoria de tudo sem parâmetros livres. Como Albert Einstein disse: "O que realmente me interessa é se Deus teve alguma escolha na criação do mundo." Em 2002, alguns proponentes da principal candidata a uma "teoria de tudo", a teoria das cordas, proclamaram "o fim do princípio antrópico", já que não haveria parâmetros livres para selecionar. Em 2003, no entanto, Leonard Susskind afirmou: "... parece plausível que o panorama seja inimaginavelmente grande e diverso. Quer gostemos ou não, esse é o tipo de comportamento que dá credibilidade ao princípio antrópico."
A forma moderna de um argumento de design é apresentada pelo design inteligente. Os defensores do design inteligente frequentemente citam as observações de ajuste fino que (em parte) precederam a formulação do princípio antrópico por Carter como uma prova de um designer inteligente. Os oponentes do design inteligente não se limitam àqueles que levantam a hipótese de que existem outros universos; eles também podem argumentar, antiantropicamente, que o universo é menos ajustado do que frequentemente se afirma, ou que aceitar o ajuste fino como um fato bruto é menos surpreendente do que a ideia de um criador inteligente. Além disso, mesmo aceitando o ajuste fino,  Sober (2005), Ikeda e Jefferys [en], argumentam que o princípio antrópico, conforme declarado convencionalmente, na verdade prejudica o design inteligente.
O livro de Paul Davies, The goldilocks enigma [en] (2006), revisa o estado atual do debate de ajuste fino em detalhes e conclui enumerando as seguintes respostas a esse debate::261–267
1. O universo absurdo: Acontece que nosso universo é do jeito que é.
2. O universo único: Existe uma profunda unidade subjacente na física que exige que o Universo seja do jeito que é. Alguma "teoria de tudo" explicará por que as várias características do Universo devem ter exatamente os valores que vemos.
3. O multiverso: Existem múltiplos universos, tendo todas as combinações possíveis de características, e inevitavelmente nos encontramos dentro de um universo que nos permite existir.
4. Design inteligente: Um criador projetou o Universo com o propósito de suportar a complexidade e o surgimento da inteligência.
5. O princípio da vida: Existe um princípio subjacente que obriga o Universo a evoluir em direção à vida e à mente.
6. O universo auto-explicativo: Um ciclo explicativo ou causal fechado: "talvez apenas universos com capacidade de consciência possam existir". Este é o princípio antrópico participativo (P.A.P.)[d] de Wheeler.
7. O universo falso: vivemos dentro de uma simulação de realidade virtual.

Omitido aqui é o modelo de seleção natural cosmológica [en] de Lee Smolin, também conhecido como universos fecundos, que propõe que os universos têm "filhos" que são mais abundantes se se assemelharem ao nosso universo. Veja também Gardner (2005).
Claramente, cada uma dessas hipóteses resolve alguns aspectos do quebra-cabeça, enquanto deixa outros sem resposta. Seguidores de Carter admitiriam apenas a opção 3 como uma explicação antrópica, enquanto 3 a 6 são cobertas por diferentes versões do princípio antrópico forte (P.A.Fo.) de Barrow e Tipler (que também incluiria a 7 se for considerada uma variante da 4, como em Tipler 1994).
O princípio antrópico, pelo menos como Carter o concebeu, pode ser aplicado em escalas muito menores do que todo o universo. Por exemplo, Carter (1983) inverteu a linha de raciocínio usual e apontou que, ao interpretar o registro evolutivo, deve-se levar em conta considerações cosmológicas e astrofísicas. Com isso em mente, Carter concluiu que, dadas as melhores estimativas da idade do universo, a cadeia evolucionária que culmina no Homo sapiens provavelmente admite apenas um ou dois elos de baixa probabilidade.

## Evidências observacionais
Nenhuma evidência observacional possível tem relação com o princípio antrópico fraco (P.A.Fr.) de Carter, pois é apenas um conselho para o cientista e não afirma nada discutível. O teste óbvio do princípio antrópico forte (P.A.Fo.) de Barrow, que diz que o universo é "necessário" para sustentar a vida, é encontrar evidências de vida em universos diferentes do nosso. Qualquer outro universo é, pela maioria das definições, inobservável (caso contrário, seria incluído em nossa porção deste universo). Assim, em princípio, o princípio antrópico forte (P.A.Fo.) de Barrow não pode ser falsificado pela observação de um universo no qual um observador não pode existir.
O filósofo  John Leslie afirma que o princípio antrópico forte (P.A.Fo.) de Carter (com multiverso) prevê o seguinte:
- A teoria física evoluirá de modo a fortalecer a hipótese de que as transições de fase iniciais ocorrem probabilisticamente em vez de determinísticamente, caso em que não haverá nenhuma razão física profunda para os valores das constantes fundamentais;
- Várias teorias para gerar múltiplos universos provarão ser robustas;
- As evidências de que o universo está bem ajustado continuarão a se acumular;
- Nenhuma vida com uma química não-carbonada será descoberta;
- Estudos matemáticos da formação de galáxias confirmarão que ela é sensível à taxa de expansão do universo.

Hogan enfatizou que seria muito estranho se todas as constantes fundamentais fossem rigorosamente determinadas, pois isso nos deixaria sem uma explicação pronta para o aparente ajuste fino. Na verdade, talvez tenhamos que recorrer a algo semelhante ao princípio antrópico forte (P.A.Fo.) de Barrow e Tipler: não haveria opção para tal universo não suportar a vida.
Previsões probabilísticas de valores de parâmetros podem ser feitas dadas:
1. um multiverso particular com uma "medida", ou seja, uma "densidade de universos" bem definida (assim, para o parâmetro X, pode-se calcular a probabilidade anterior P(X0) dX de que X está no intervalo X0 < X < X0 + dX), e
2. uma estimativa do número de observadores em cada universo, N(X) (por exemplo, isso pode ser considerado proporcional ao número de estrelas no universo).

A probabilidade de observar o valor X é então proporcional a N(X) P(X). Uma característica genérica de uma análise dessa natureza é que os valores esperados das constantes físicas fundamentais não devem ser "ajustados", ou seja, se houver algum valor predito perfeitamente ajustado (por exemplo, zero), o valor observado não precisa estar mais próximo desse valor previsto do que o necessário para tornar a vida possível. O valor pequeno, mas finito, da constante cosmológica pode ser considerado uma previsão bem-sucedida nesse sentido.
Uma coisa que não contaria como evidência para o princípio antrópico é a evidência de que a Terra ou o Sistema solar ocupou uma posição privilegiada no universo, em violação do princípio de Copérnico (para possíveis evidências contrárias a este princípio, veja o princípio de Copérnico), a menos que houvesse alguma razão para pensar que essa posição era uma condição necessária para nossa existência como observadores.

## Aplicações do princípio

### A nucleossíntese do carbono-12
Fred Hoyle pode ter invocado o raciocínio antrópico para prever um fenômeno astrofísico. Diz-se que ele raciocinou, a partir da prevalência na Terra de formas de vida cuja química era baseada em núcleos de carbono-12, que deve haver uma ressonância não descoberta no núcleo de carbono-12, facilitando sua síntese em interiores estelares por meio do processo triplo-alfa. Ele então calculou a energia dessa ressonância não descoberta em 7,6 milhões de elétron-volts. O grupo de pesquisa de Willie Fowler logo encontrou essa ressonância, e sua energia medida estava próxima da previsão de Hoyle.
No entanto, em 2010, Helge Kragh [en] argumentou que Hoyle não usou o raciocínio antrópico ao fazer sua previsão, já que ele fez sua previsão em 1953 e o raciocínio antrópico não ganhou destaque até 1980. Ele chamou isso de "mito antrópico", dizendo que Hoyle e outros fizeram uma conexão posterior entre o carbono e a vida, décadas após a descoberta da ressonância.
Uma investigação das circunstâncias históricas da previsão e sua subseqüente confirmação experimental mostra que Hoyle e seus contemporâneos não associaram o nível no núcleo de carbono com a vida.

### Inflação cósmica
Don Page criticou toda a teoria da inflação cósmica da seguinte forma. Ele enfatizou que as condições iniciais que possibilitaram uma seta do tempo termodinâmica em um universo com origem no Big Bang devem incluir a suposição de que na singularidade inicial, a entropia do universo era baixa e, portanto, extremamente improvável. Paul Davies refutou essa crítica invocando uma versão inflacionária do princípio antrópico. Embora Davies aceitasse a premissa de que o estado inicial do universo visível (que preenchia uma quantidade microscópica de espaço antes de inflar) tinha que possuir um valor de entropia muito baixo - devido a flutuações quânticas aleatórias - para explicar a seta termodinâmica observada do tempo, ele considerou este fato uma vantagem para a teoria. O fato de que o minúsculo pedaço de espaço a partir do qual nosso universo observável cresceu tinha que ser extremamente ordenado, para permitir que o universo pós-inflação tivesse uma seta do tempo, torna desnecessária a adoção de quaisquer hipóteses "ad hoc" sobre o estado inicial de entropia, hipóteses que outras teorias do Big Bang requerem.

### Teoria das cordas
A teoria das cordas prevê um grande número de universos possíveis, chamados de "planos de fundo" ou "vazios". O conjunto desses vácuos é frequentemente chamado de "multiverso" ou "paisagem antrópica" [en] ou "paisagem de cordas". Leonard Susskind argumentou que a existência de um grande número de vácuos coloca o raciocínio antrópico em terreno firme: apenas universos cujas propriedades permitem a existência de observadores são observados, enquanto um conjunto possivelmente muito maior de universos sem tais propriedades passa despercebido.
Steven Weinberg acredita que o princípio antrópico pode ser apropriado por cosmólogos comprometidos com o não-teísmo, e refere-se a esse princípio como um "ponto de virada" na ciência moderna, porque aplicá-lo à paisagem de cordas "pode explicar como as constantes da natureza que observamos pode assumir valores adequados para a vida sem ser ajustado por um criador benevolente". Outros – principalmente David Gross, mas também Lubos Motl, Peter Woit [en] e Lee Smolin – argumentam que isso não é preditivo. Max Tegmark, Mario Livio e Martin Rees argumentam que apenas alguns aspectos de uma teoria física precisam ser observáveis e/ou testáveis para que a teoria seja aceita, e que muitas teorias bem aceitas estão longe de serem completamente testáveis atualmente.
Jürgen Schmidhuber [en] (2000 – 2002) aponta que a teoria de Ray Solomonoff [en] da inferência indutiva universal [en] e suas extensões já fornecem uma estrutura para maximizar nossa confiança em qualquer teoria, dada uma sequência limitada de observações físicas e alguma distribuição anterior no conjunto de possíveis explicações do universo.

### Dimensões do espaço-tempo

Propriedades de espaços-tempos n+m-dimensionais (em inglês)

Existem dois tipos de dimensões: espacial (bidirecional) e temporal (unidirecional). Seja o número de dimensões espaciais N e o número de dimensões temporais seja T. Que N = 3 e T = 1, deixando de lado as dimensões compactificadas invocadas pela teoria das cordas e indetectáveis até agora, pode ser explicado apelando para as consequências físicas de deixando N diferir de 3 e T diferir de 1. O argumento é muitas vezes de caráter antrópico e possivelmente o primeiro de seu tipo, embora antes do conceito completo entrar em voga.
A noção implícita de que a dimensionalidade do universo é especial é atribuída pela primeira vez a Gottfried Wilhelm Leibniz, que no Discurso sobre metafísica [en] sugeriu que o mundo é "aquele que é ao mesmo tempo o mais simples em hipóteses e o mais rico em fenômenos". Immanuel Kant argumentou que o espaço tridimensional era uma consequência da lei da gravitação universal do inverso do quadrado. Embora o argumento de Kant seja historicamente importante, John D. Barrow disse que ele "coloca o ponto final de trás para frente: é a tridimensionalidade do espaço que explica por que vemos leis de força de quadrado inverso na natureza, e não vice-versa" (Barrow 2002: 204).
Em 1920, Paul Ehrenfest mostrou que, se houver apenas uma única dimensão de tempo e mais de três dimensões espaciais, a órbita de um planeta em torno de seu Sol não pode permanecer estável. O mesmo se aplica à órbita de uma estrela em torno do centro de sua galáxia. Ehrenfest também mostrou que, se houver um número par de dimensões espaciais, as diferentes partes de um impulso de onda viajarão em velocidades diferentes. Se houver {\displaystyle 5+2k} dimensões espaciais, onde k é um número inteiro positivo, então os impulsos de onda ficam distorcidos. Em 1922, Hermann Weyl afirmou que a teoria do eletromagnetismo de Maxwell pode ser expressa em termos de uma ação apenas para uma variedade quadridimensional. Finalmente, Tangherlini mostrou em 1963 que, quando há mais de três dimensões espaciais, os orbitais dos elétrons ao redor dos núcleos não podem ser estáveis; os elétrons cairiam no núcleo ou se dispersariam.
Max Tegmark expande o argumento anterior da seguinte maneira antrópica. Se T difere de 1, o comportamento dos sistemas físicos não pode ser previsto de forma confiável a partir do conhecimento das equações diferenciais parciais relevantes. Em tal universo, a vida inteligente capaz de manipular a tecnologia não poderia surgir. Além disso, se T > 1, Tegmark sustenta que prótons e elétrons seriam instáveis e poderiam decair em partículas com massa maior do que eles próprios. (Isso não é um problema se as partículas tiverem uma temperatura suficientemente baixa.) Por fim, se N < 3, a gravitação de qualquer tipo torna-se problemática e o universo provavelmente é simples demais para conter observadores. Por exemplo, quando N < 3, os nervos não podem cruzar  (atravessar) sem se cruzar Portanto, argumentos antrópicos e outros argumentos descartam todos os casos, exceto N = 3 e T = 1, que descrevem o mundo ao nosso redor.
Por outro lado, em vista de criar buracos negros a partir de um gás monoatômico [en] ideal sob sua autogravidade, Wei-Xiang Feng mostrou que o espaço-tempo (3+1)-dimensional é a dimensionalidade marginal. Além disso, é a dimensionalidade única que pode proporcionar uma esfera de gás "estável" com uma constante cosmológica "positiva". No entanto, um gás autogravitante não pode ser vinculado de forma estável se a esfera de massa for maior que ~1021 massas solares devido à pequena positividade da constante cosmológica observada.
Em 2019, James Scargill argumentou que a vida complexa pode ser possível com duas dimensões espaciais. De acordo com Scargill, uma teoria puramente escalar da gravidade pode permitir uma força gravitacional local, e redes bidimensionais (2D) podem ser suficientes para redes neurais complexas.

## Interpretações metafísicas
Algumas das disputas e especulações metafísicas incluem, por exemplo, tentativas de apoiar a interpretação anterior de Pierre Teilhard de Chardin do universo como sendo centrado em Cristo (compare Ponto ômega), expressando uma creatio evolutiva em vez da antiga noção de creatio continua. De uma perspectiva estritamente secular, humanista, permite também colocar os seres humanos de volta no centro, uma mudança antropogênica na cosmologia. Karl W. Giberson [en] afirmou laconicamente que
O que emerge é a sugestão de que a cosmologia pode finalmente estar de posse de alguma matéria-prima para um mito pós-moderno da criação.— Karl W. Giberson [en]
William Sims Bainbridge discordou do otimismo de Chardin sobre um futuro Ponto ômega no final da história, argumentando que logicamente estamos presos no Ponto ômicron, no meio do alfabeto grego, em vez de avançar para o fim, porque o universo não precisa ter quaisquer características que apoiariam nosso progresso técnico posterior, se o princípio antrópico apenas exigir que seja adequado para nossa evolução até este ponto.

### O princípio cosmológico antrópico
Um estudo completo existente do princípio antrópico é o livro The anthropic cosmological principle de John D. Barrow, um cosmólogo, e Frank J. Tipler, um cosmólogo e físico matemático. Este livro expõe em detalhes as muitas coincidências e restrições antrópicas conhecidas, incluindo muitas encontradas por seus autores. Embora o livro seja principalmente um trabalho de astrofísica teórica, ele também aborda a física quântica, a química e as ciências da Terra. Um capítulo inteiro argumenta que o Homo sapiens é, com grande probabilidade, a única espécie inteligente [en] na Via láctea.
O livro começa com uma extensa revisão de muitos tópicos da história das ideias que os autores consideram relevantes para o princípio antrópico, porque os autores acreditam que esse princípio tem antecedentes importantes nas noções de teleologia e design inteligente. Eles discutem os escritos de Fichte, Hegel, Bergson e Alfred North Whitehead, e a cosmologia do Ponto ômega de Teilhard de Chardin. Barrow e Tipler distinguem cuidadosamente o raciocínio teleológico do raciocínio eutaxiológico [en]; o primeiro afirma que a ordem deve ter um propósito conseqüente; o último afirma mais modestamente que a ordem deve ter uma causa planejada. Eles atribuem essa distinção importante, mas quase sempre negligenciada, a um obscuro livro de 1883 de L. E. Hicks.
Vendo pouco sentido em um princípio que exige o surgimento de vida inteligente, permanecendo indiferente à possibilidade de sua eventual extinção, Barrow e Tipler propõem o princípio antrópico final (P.A.Fi.): o processamento inteligente de informações deve existir no universo e, uma vez que passa a existir, nunca morrerá.
Barrow e Tipler afirmam que o princípio antrópico final (P.A.Fi.) é uma declaração física válida e "estreitamente ligada a valores morais". O princípio antrópico final (P.A.Fi.) impõe fortes restrições à estrutura do universo, restrições desenvolvidas posteriormente em The physics of immortality, de Tipler. Uma dessas restrições é que o universo deve terminar em um Big Crunch, o que parece improvável em vista das conclusões preliminares tiradas desde 1998 sobre a energia escura, com base em observações de supernovas muito distantes.
Em sua revisão de Barrow e Tipler, Martin Gardner ridicularizou o princípio antrópico final (P.A.Fi.) citando as duas últimas sentenças de seu livro como definindo um princípio antrópico completamente ridículo (P.a.C.R.):
No instante em que o Ponto ômega for alcançado, a vida terá obtido o controle de toda a matéria e forças não apenas em um único universo, mas em todos os universos cuja existência é logicamente possível; a vida terá se espalhado por todas as regiões espaciais em todos os universos que poderiam existir logicamente, e terá armazenado uma quantidade infinita de informações, incluindo todos os pedaços (bits) de conhecimento que é logicamente possível saber. E este é o fim.

## Recepção e controvérsias
Carter frequentemente se arrepende de sua própria escolha da palavra "antrópico", porque transmite a impressão enganosa de que o princípio envolve seres humanos especificamente, em vez de observadores inteligentes em geral. Outros criticaram a palavra "princípio" como sendo muito grandiosa para descrever aplicações diretas de efeitos de seleção [en].
Uma crítica comum ao princípio antrópico forte (P.A.Fo.) de Carter é que ele é um deus ex machina fácil que desencoraja as buscas por explicações físicas. Para citar Penrose novamente: "[E]le tende a ser invocado por teóricos sempre que eles não têm uma teoria boa o suficiente para explicar os fatos observados."
O princípio antrópico forte (P.A.Fo.) de Carter e o princípio antrópico fraco (P.A.Fr.) de Barrow e Tipler foram descartados como truísmos [en] ou tautologias [en] triviais - isto é, declarações verdadeiras apenas em virtude de sua forma lógica e não porque uma afirmação substantiva é feita e apoiada pela observação da realidade. Como tal, eles são criticados como uma forma elaborada de dizer: "Se as coisas fossem diferentes, elas seriam diferentes",[carece de fontes?] o que é uma afirmação válida, mas não reivindica uma alternativa factual em detrimento de outra.
Os críticos do princípio antrópico forte (P.A.Fo.) de Barrow e Tipler afirmam que não é testável nem falsificável e, portanto, não é uma afirmação científica, mas sim filosófica. A mesma crítica foi levantada contra a hipótese de um multiverso, embora alguns argumentem que faz previsões falsificáveis. Uma versão modificada dessa crítica é que entendemos tão pouco sobre o surgimento da vida, especialmente da vida inteligente, que é efetivamente impossível calcular o número de observadores em cada universo. Além disso, a distribuição prévia dos universos em função das constantes fundamentais é facilmente modificada para obter qualquer resultado desejado.
Muitas críticas se concentram em versões do princípio antrópico forte, como o princípio cosmológico antrópico de Barrow e Tipler, que são noções teleológicas que tendem a descrever a existência da vida como um pré-requisito necessário para as constantes observáveis da física. Da mesma forma, Stephen Jay Gould, Michael Shermer, e outros afirmam que as versões mais fortes do princípio antrópico parecem reverter causas e efeitos conhecidos. Gould comparou a alegação de que o universo é ajustado para o benefício de nosso tipo de vida a dizer que as salsichas foram feitas longas e estreitas para que pudessem caber nos modernos pães de cachorro-quente, ou dizer que os navios foram inventados para abrigar cracas. Esses críticos citam a vasta evidência física, fóssil, genética e outras evidências biológicas consistentes de que a vida foi ajustada por meio da seleção natural para se adaptar ao ambiente físico e geofísico no qual a vida existe. A vida parece ter se adaptado ao universo, e não o contrário.
Algumas aplicações do princípio antrópico foram criticadas como argumento por falta de imaginação [en], por assumir tacitamente que compostos de carbono e água são a única química possível da vida (às vezes chamado de "chauvinismo do carbono" [en], veja também bioquímica alternativa). A gama de constantes físicas fundamentais consistentes com a evolução da vida baseada no carbono também pode ser mais ampla do que argumentam aqueles que defendem um universo bem ajustado. Por exemplo, Harnik et al. propõem um Universo fraco [en] no qual a força nuclear fraca é eliminada. Eles mostram que isso não tem efeito significativo sobre as outras interações fundamentais, desde que alguns ajustes sejam feitos na forma como essas interações funcionam. No entanto, se alguns dos detalhes ajustados do nosso universo fossem violados, isso descartaria estruturas complexas de qualquer tipo – estrelas, planetas, galáxias, etc.
Lee Smolin ofereceu uma teoria destinada a melhorar a falta de imaginação de que os princípios antrópicos foram acusados. Ele apresenta sua teoria dos universos fecundos [en], que assume que os universos têm "descendentes" através da criação de buracos negros cujos universos descendentes têm valores de constantes físicas que dependem daqueles do universo-mãe.
Os filósofos da cosmologia John Earman, Ernan McMullin [en], e Jesús Mosterín [en] afirmam que "em sua versão fraca, o princípio antrópico é uma mera tautologia, que não nos permite explicar nada ou prever nada que já não sabíamos. Em sua versão forte, é uma especulação gratuita". Uma outra crítica de Mosterín diz respeito à inferência "antrópica" falha da suposição de uma infinidade de mundos para a existência de um como o nosso:
A sugestão de que uma infinidade de objetos caracterizados por certos números ou propriedades implica a existência entre eles de objetos com qualquer combinação desses números ou características [...] é equivocada. Um infinito não implica de forma alguma que qualquer arranjo esteja presente ou repetido. [...] A suposição de que todos os mundos possíveis são realizados em um universo infinito é equivalente à afirmação de que qualquer conjunto infinito de números contém todos os números (ou pelo menos todos os números de Gödel das sequências [definidoras]), o que obviamente é falso.